# Filodes obscuralis
Filodes obscuralis là một loài bướm đêm trong họ Crambidae.